# 作為士兵的自畫像
《作為士兵的自畫像》(德語: Selbstbildnis als Soldat)是德國表現主義畫家恩斯特·路德維希·克爾希納自第一次世界大戰退役後，於1915年完成的自畫像。
現收藏於美國俄亥俄州歐柏林艾倫紀念藝術博物館。
該畫作高 69 公分，寬 61 公分。畫作中身穿軍服的克爾希納面容憔悴，右手手腕已斷；陰沉的藍色雙眼與蠟黃的皮膚，表現出克爾希納戰後創傷的精神脆弱性，以及對戰後德國社會動盪的不安。